# Museo Lasar Segall
El Museo Lasar Segall (en portugués Museu Lasar Segall) es una institución federal brasileña localizada en la ciudad de São Paulo, capital del estado homónimo. El museo posee un acervo de 3008 obras de Lasar Segall y tiene como principal objetivo conservar, investigar y difundir la obra de dicho artista.
Fue creado como una asociación civil sin fines de lucro por los hijos de Lasar Segall, Mauricio Segall y Oscar Klabin Segall, en el año 1967; aunque había sido pensado por Jenny Klabin Segall, la madre de estos y viuda del artista.
El museo funciona en la antigua residencia y atelier de Lasar Segall, proyectada en 1932 por su concuñado, el arquitecto de origen ruso Gregori Warchavchik. En 1985 fue incorporado a la Fundação Nacional Pró-Memória, integrando en la actualidad el Instituto del Patrimonio Histórico y Artístico Nacional (IPHAN), dependiente del Ministerio de Cultura.